# Persistence of Time
Persistence of Time är det amerikanska thrash metal-bandet Anthrax femte studioalbum, utgivet den 21 augusti 1990. Det var bandets sista album med Joey Belladonna på sång fram till 2010 då han återförenades med gruppen. 

## Låtlista
Alla låtar är skrivna och komponerade av Anthrax, förutom "Got the Time" av Joe Jackson. 
| 1. | Time                  | 6:55 |
| 2. | Blood                 | 7:13 |
| 3. | Keep It in the Family | 7:08 |
| 4. | In My World           | 6:25 |
| 5. | Gridlock              | 5:17 |

| 6.           | Intro to Reality (instrumental)  | 3:23  |
| 7.           | Belly of the Beast               | 4:47  |
| 8.           | Got the Time (Joe Jackson-cover) | 2:44  |
| 9.           | H8 Red                           | 5:04  |
| 10.          | One Man Stands                   | 5:38  |
| 11.          | Discharge                        | 4:12  |
| Total längd: | Total längd:                     | 58:40 |

## Medverkande
- Scott Ian – kompgitarr, sologitarr på "Got the Time", bakgrundssång
- Joey Belladonna – sång
- Dan Spitz – sologitarr
- Frank Bello – basgitarr, bakgrundssång
- Charlie Benante – trummor, gitarr på "Intro to Reality"